# Pleun Raaijmakers
Pleun Raaijmakers  (Oirschot, 15 april 1997) is een Nederlands voetbalspeelster. Ze ging in 2016 van CTO naar PSV. Sinds 2019 komt Raaijmakers uit voor ADO Den Haag in de Vrouwen Eredivisie.

## Statistieken
| Seizoen   | Club         | Land      | Competitie         | Wedstrijden | Doelpunten |
| --------- | ------------ | --------- | ------------------ | ----------- | ---------- |
| 2013/14   | PSV          | Nederland | Eredivisie         | 0           | 0          |
| 2016/17   | PSV          | Nederland | Eredivisie         | 19          | 1          |
| 2017/18   | PSV          | Nederland | Eredivisie         | 9           | 1          |
| 2018/19   | PSV          | Nederland | Eredivisie         | 5           | 1          |
| 2019/20   | ADO Den Haag | Nederland | Vrouwen Eredivisie | 6           | 0          |
| 2020/21   | ADO Den Haag | Nederland | Vrouwen Eredivisie | 17          | 0          |
| 2021/22   | ADO Den Haag | Nederland | Vrouwen Eredivisie | 18          | 0          |
| 2022-2023 | ADO Den Haag | Nederland | Vrouwen Eredivisie | 15          | 0          |
| 2023-2024 | ADO Den Haag | Nederland | Vrouwen Eredivisie | 7           | 1          |
| Totaal    | Totaal       | Totaal    | Totaal             | 96          | 4          |

Laatste update: may 2024

## Interlands
Op 15 september 2015 speelde Raaijmakers haar eerste wedstrijd voor Oranje O19.

## Privé
Raaijmakers woonde in Eindhoven op kamers, toen ze bij CTO trainde, als onderdeel van het CTO-programma.
1 Lorsheijd ·
2 Vonk ·
3 Noordermeer ·
4 Pijnacker Hordijk ·
5 Nelemans ·
6 Raaijmakers  ·
7 Van Raay ·
8 Van den Goorbergh ·
9 Loonen ·
10 Van Oosten ·
11 Viehoff ·
14 Remmers ·
15 Van den Ende ·
16 Grimmius ·
18 Glotzbach ·
19 Boerboom ·
20 Van Mierlo ·
21 Burgers ·
23 Dupon ·
24 Van Egmond ·
35 Bol ·
Coach: Glotzbach
Assistent-coach: Van Tol